# پاغلافی سهندی
پاغلافی سهندی (نام علمی: Colpodium parviflorum) نام یک گونه (زیست‌شناسی) از  سرده از پاغلافی است.